# Ninguém Segura Essas Mulheres
Ninguém Segura Essas Mulheres é um filme brasileiro de 1976 escrito e dirigido por Anselmo Duarte, José Miziara, Jece Valadão e Harry Zalkowistch. Foi a primeira incursão do empresário Silvio Santos no mercado de cinema, através da empresa Estúdios Silvio Santos.
O filme é dividido em quatro episódios: "Marido que Volta Deve Avisar", "Desencontro", "Pasteis para uma Mulata" e "O Furo".
O Departamento de Censura Federal, em vigor durante a ditadura militar no Brasil, cortou várias cenas.

## Elenco
"Marido Que Volta Deve Avisar"
- Jorge Dória .... Túlio
- Vera Gimenez .... Vera
- Denis Carvalho .... Aurélio
- Anselmo Duarte

"Desencontro"
- Milton Moraes .... Gil
- Betty Saddy .... Tetê
- Isabela Garcia .... Patrícia
- Elza Gomes .... Gertrudes
- Maria do Rosário .... Tuta
- Ricardo Carneiro .... Ricardo
- Norah Fontes
- Gilberto Garcia

"Pastéis para uma Mulata"
- Aizita Nascimento .... Mafalda
- Paulo Fortes
- Tony Ramos .... Gugu
- Wilson Grey
- Luiz Fernando Ianelli .... Filipe
- Ademar Rodrigues .... João
- Marcelo Heleno .... Bob
- Jotta Barroso
- Francisco Silva
- Antônio Miranda

"O Furo"
- Jece Valadão .... Lúcio
- Nádia Lippi .... Dalva
- Sérgio Hingst
- Regiane Ritter .... Guilhermina
- Valentino Guzzo .... Pai
- Linda Gay .... Mãe
- Zilda Mayo
- Luís Carlos Miele .... Paquerador
- Clayton Silva

## Produção
Inicialmente, o filme se chamaria Os Trambiques, mas Silvio rejeitou o título ao alegar que fariam piada com o Baú da Felicidade, seu principal produto. O título foi uma escolha do próprio apresentador, fazendo uma brincadeira com o lema "Ninguém segura este país", bastante usado pelo governo vigente.
Responsável pelo roteiro, José Miziara leu a história inteira para Silvio e Luciano Callegari, superintendente dos Estúdios Silvio Santos. A intenção de Miziara era dirigir o filme, mas Silvio lhe perguntou se tinha alguma experiência com cinema. Como a resposta foi "nenhuma", foi sugerido que ele dirigisse apenas um dos episódios. Assim, foram contratados Anselmo Duarte, Jece Valadão e Harry Zalkowistch para dirigirem os outros segmentos.
Embora só tivesse insinuações picantes, o filme foi qualificado como uma pornochanchada e recebeu da Censura Federal a classificação para maiores de 18 anos.

## Recepção
O colunista Fernando Spencer, do Diário de Pernambuco, citou o filme ao dizer que "a fita diverte". O jornal O Pioneiro, de Caxias do Sul, destacou que o filme tem "muita gente para um resultado apenas regular, que não foge a linha dos demais do gênero".
Para o Jornal de Caxias, também de Caxias do Sul, o filme "não passa de um subproduto cinematográfico realizado exclusivamente para dar um bom lucro de bilheteria". O Diário do Paraná afirmou que o longa "possui toda a malícia do humor e ambientação carioca".
Em 2005, ao fazer uma crítica sobre o filme Coisa de Mulher (que também teve a assinatura do Grupo Silvio Santos, mas com o selo SBT Filmes), Rubens Ewald Filho lembrou de Ninguém Segura Essas Mulheres. Para o crítico, considerando a época e as diferenças técnicas, o filme de 1976 consegue ser melhor.
Segundo dados oficiais da Ancine, Ninguém Segura Essas Mulheres teve 1.318.476 espectadores. Apesar do sucesso, os Estúdios Silvio Santos não prosseguiram com a aventura cinematográfica. De acordo com Miziara, a criação da TVS Rio de Janeiro fez Silvio priorizar a televisão.

## Resgate posterior
Capítulo desconhecido da história empresarial de Silvio Santos, o filme Ninguém Segura Essas Mulheres foi lembrado pela exposição Silvio Santos Vem Aí, do Museu da Imagem e do Som, em 2016. Curadora da exposição, Gabrielle Araujo pediu à Cinemateca Brasileira uma cópia do filme. Entre outros documentos, a entidade pediu uma carta da empresa que produziu o longa. Entretanto, a empresa já não existe mais. Ao final, a Cinemateca cedeu uma cópia.